# Philygria pallipes
Philygria pallipes är en tvåvingeart som först beskrevs av Johann Wilhelm Meigen 1838.  Philygria pallipes ingår i släktet Philygria och familjen vattenflugor. Inga underarter finns listade i Catalogue of Life.